# Laemostenus alejandroi
Laemostenus alejandroi is een keversoort uit de familie van de loopkevers (Carabidae). De wetenschappelijke naam van de soort is voor het eerst geldig gepubliceerd in 2003 door Carabajal; Garcia & Rodriguez.